# Miguel Abadía Méndez
Pour les articles homonymes, voir Abadia et Mendez.
Miguel Abadía Méndez (né le 5 juillet 1867 à Piedras, Tolima - mort le 9 mai 1947 à La Unión, Cundinamarca) est un homme d'État colombien, président de la république de Colombie d'août 1926 à août 1930, membre du Parti conservateur. Avocat et docteur en droit, il a été six fois ministre (Instruction publique, Intérieur, Relations étrangères, Gouvernement, Guerre, Courriers et Télégraphes), conseiller d'État et juge à la Cour suprême.
En tant que ministre du Gouvernement, portefeuille qui réunissait l'Intérieur et la Justice, il a eu une influence déterminante sur la réforme constitutionnelle de 1910 qui modifiait la Constitution de 1886. 
Sa présidence est la dernière de la période dite de l'« Hégémonie conservatrice », marquée par l'emprise du Parti conservateur sur l'appareil d'Etat, au détriment de son rival principal, le Parti libéral.

## Biographie
Érudit, Miguel Abadía Méndez n'était pas que juriste, nommé à l'Académie colombienne de jurisprudence, mais aussi historien, géographe et latiniste. Il écrivit dans la revue littéraire El Ensayo ainsi que dans El Colombia, feuille de choux qui défendait la candidature à la vice-présidence de Colombie de Miguel Antonio Caro en 1891. 
Lorsqu'il accède à la présidence en 1926, il était seul candidat en lice, le Parti libéral ayant boycotté les élections. Il obtint plus de 370 000 voix des conservateurs. 
Sur le plan international, il signa le traité Esguerra-Bárcenas du 24 mars 1928 réglant un litige territorial avec le Nicaragua, en échangeant la Côte des Mosquitos contre l'archipel de San Andrés et Providencia. Il soutenu la ratification, le 19 mars 1928, du traité Lozano-Salomón de 1922 fixant la frontière avec le Pérou. Enfin, un traité du 15 novembre 1928, signé par le plénipotentiaire Laureano García Ortiz et le chancelier brésilien Octavio Mangabeira fixa les limites frontalières avec le Brésil. 
Sur le plan intérieur, il emprunta plus de 45 millions de pesos afin de poursuivre les travaux publics entamés. Soutenant une politique répressive à l'égard des mouvements sociaux, il a comme ministre de la Guerre Ignacio Rengifo, qui déclare à la mi-1927 :
« Sous la protection du climat de grande liberté qu’on respire en territoire colombien, un nombre non négligeable de nationaux et d’étrangers font en tout lieu une active et constante propagande communiste de leur propre chef ou comme agents à la solde du gouvernement soviétique. »
Le président promulgua le 30 octobre 1928 la loi dite de « Défense sociale », limitant les libertés syndicales, loi aux antipodes des revendications des ouvriers de Santa Marta et des travailleurs agricoles de la United Fruit. Cette loi interrompit toute négociation entre les syndicats et la direction d'United Fruit, les dirigeants de la compagnie considérant comme illégales les revendications syndicales. 
Début décembre, il déclare l'état d'urgence dans les villes de Santa Marta et Ciénaga, donnant les pleins pouvoirs au général Carlos Cortés Vargas dans tout le département de Magdalena et lui demandant d'écraser les grévistes, qualifiés de « bande de malfaiteurs ». Ce dernier conservera ces pouvoirs exceptionnels jusqu'en mai 1929. Le conflit s'envenima, le président ordonnant à la troupe de tirer sur les grévistes, dont des femmes et des enfants, lors du massacre des bananeraies (6 décembre 1928, lors d'une réunion convoquée par les responsables gouvernementaux en vue d'une prétendue négociation. 
Cet événement dépeint par l'écrivain Gabriel García Márquez dans Cent ans de solitude. Le gouvernement ne reconnut que 13 morts, tandis qu'un diplomate américain parlait de plus de 1 000 morts. Le général Cortés Vargas, qui avait été promu directeur de la Police nationale, fut destitué, pour l'assassinat d'un jeune étudiant lors d'une manifestation le 8 juin 1929 à Bogota, qui se trouvait être le fils d'un ami du président  Abadía Méndez et qui scandalisa l'élite.